# Шерилс Форд (Северна Каролина)
Шерилс Форд (енгл. Sherrills Ford) град је у америчкој савезној држави Северна Каролина.

## Демографија
По попису из 2000. године број становника је 941.
| Група             | 2000.       | 2010.    |
| Белци             | 792 (84,2%) | 0 (0,0%) |
| Афроамериканци    | 122 (13,0%) | 0 (0,0%) |
| Азијати           | 1 (0,1%)    | 0 (0,0%) |
| Хиспаноамериканци | 14 (1,5%)   | 0 (0,0%) |
| Укупно            | 941         | 0        |